# Stephen R. Anderson
Stephen Robert Anderson (Nacido en 1943) es un lingüista. Es Dorothy R. Diebold Profesor de Lingüística en la Universidad Yale.
En 1966, obtuvo un B.S. en lingüística por el Instituto de Tecnología de Illinois, y en 1969 el Ph.D. en lingüística por el Massachusetts Institute of Technology. Anderson enseñó en la Universidad Harvard de 1969 a 1975; y, en ese año se unió a la Facultad de la Universidad de California en Los Ángeles. En 1988, fue profesor de ciencia cognitiva en el Johns Hopkins University. Desde 1994, trabaja en la Universidad de Yale.

## Honores

### Membresías
- 2007: presidente de la Sociedad Lingüística de EE. UU.[3]
- 1993: American Association for the Advancement of Science
- 1999: American Academy of Arts and Sciences[1]
- 2008: Linguistic Society of America
- vicepresidente CIPL, el Permanent International Committee of Linguists.